# 林孔仁
林孔仁，以字行，福建福州府怀安县人，明朝政治人物、進士出身。

## 生平
景泰元年，福建庚午乡试中舉。景泰五年，登甲戌科會試中進士，擔任唐县知县。